# Hajná Nová Ves
Hajná Nová Ves es un municipio del distrito de Topoľčany en la región de Nitra, Eslovaquia, con una población estimada a final del año 2024 de 347 habitantes.
Se encuentra ubicado al norte de la región, cerca del río Nitra (cuenca hidrográfica del Danubio) y de la frontera con las regiones de Trnava y Trenčín.

## Demografía
| Año        | 1994 | 2004    | 2014    | 2024    |
| ---------- | ---- | ------- | ------- | ------- |
| Población  | 348  | 349     | 333     | 347     |
| Diferencia |      | +0,28 % | −4,58 % | +4,20 % |

| Año        | 2023 | 2024    |
| ---------- | ---- | ------- |
| Población  | 345  | 347     |
| Diferencia |      | +0,57 % |